# Usedom (sziget)
Usedom (németül Usedom, lengyelül Uznam) egy balti-tengeri sziget a német-lengyel határon. A sziget a Szczecini-öböltől északra fekszik, Pomeránia területén, az Odera torkolatánál. A sziget nagyobb része Németország Mecklenburg-Elő-Pomeránia tartományában a Vorpommern-Greifswald járáshoz tartozik, lengyelországi része egyetlen városhoz, Świnoujście-hoz tartozik a Nyugat-pomerániai vajdaságban. Területe 445 km², ebből a német rész 373 km², a lengyel rész 72 km². Népessége 76 500 fő, ebből a német részen 31 500, míg a lengyel részen 45 000 fő él.

## Földrajza
A szigettől keletre található a szomszédos Wolin szigete, amelytől a Świna (németül Swine) folyó választja el, amely a Szczecini-öbölt köti össze a Balti-tengerrel. A sziget legnagyobb városa Świnoujście, amelynek több lakója van. mint a sziget többi részének összesen. A német oldal legnagyobb városa Heringsdorf. A legnépszerűbb turistaüdülő helyek Ahlbeck, Heringsdorf, Bansin (azaz Dreikaiserbäder), Zinnowitz és Świnoujście.

## Közigazgatás
A sziget községei:
- Świnoujście (németül Swinemünde, Lengyelország)
- Karlshagen
- Mölschow, ehhez tartozik Bannemin és Zecherin
- Peenemünde
- Trassenheide
- Zinnowitz
- Benz, ehhez tartozik Balm, Labömitz, Neppermin, Reetzow és Stoben
- Dargen, ehhez tartozik Bossin, Görke, Kachlin, Katschow, Neverow és Prätenow
- Garz
- Kamminke
- Korswandt, ehhez tartozik Ulrichshorst
- Koserow
- Loddin, ehhez tartozik Kölpinsee és Stubbenfelde
- Mellenthin, ehhez tartozik Dewichow és Morgenitz
- Pudagla
- Rankwitz, ehhez tartozik Grüssow, Krienke, Liepe, Quilitz, Reestow, Suckow és Warthe
- Stolpe auf Usedom, ehhez tartozik Gummlin
- Ückeritz
- Usedom város, ehhez tartozik Gellenthin, Gneventhin, Karnin, Kölpin, Mönchow, Ostklüne, Paske, Vossberg, Welzin, Westklüne, Wilhelmsfelde, Wilhelmshof és Zecherin
- Zempin
- Zirchow, ehhez tartozik Kutzow
- Heringsdorf ahhoz tartozik Ahlbeck és Bansin
- Krummin, ehhez tartozik Neeberg
- Lütow, ehhez tartozik Neuendorf, Netzelkow és a Görmitz sziget
- Sauzin

## Közlekedés
A sziget vasútvonalai:

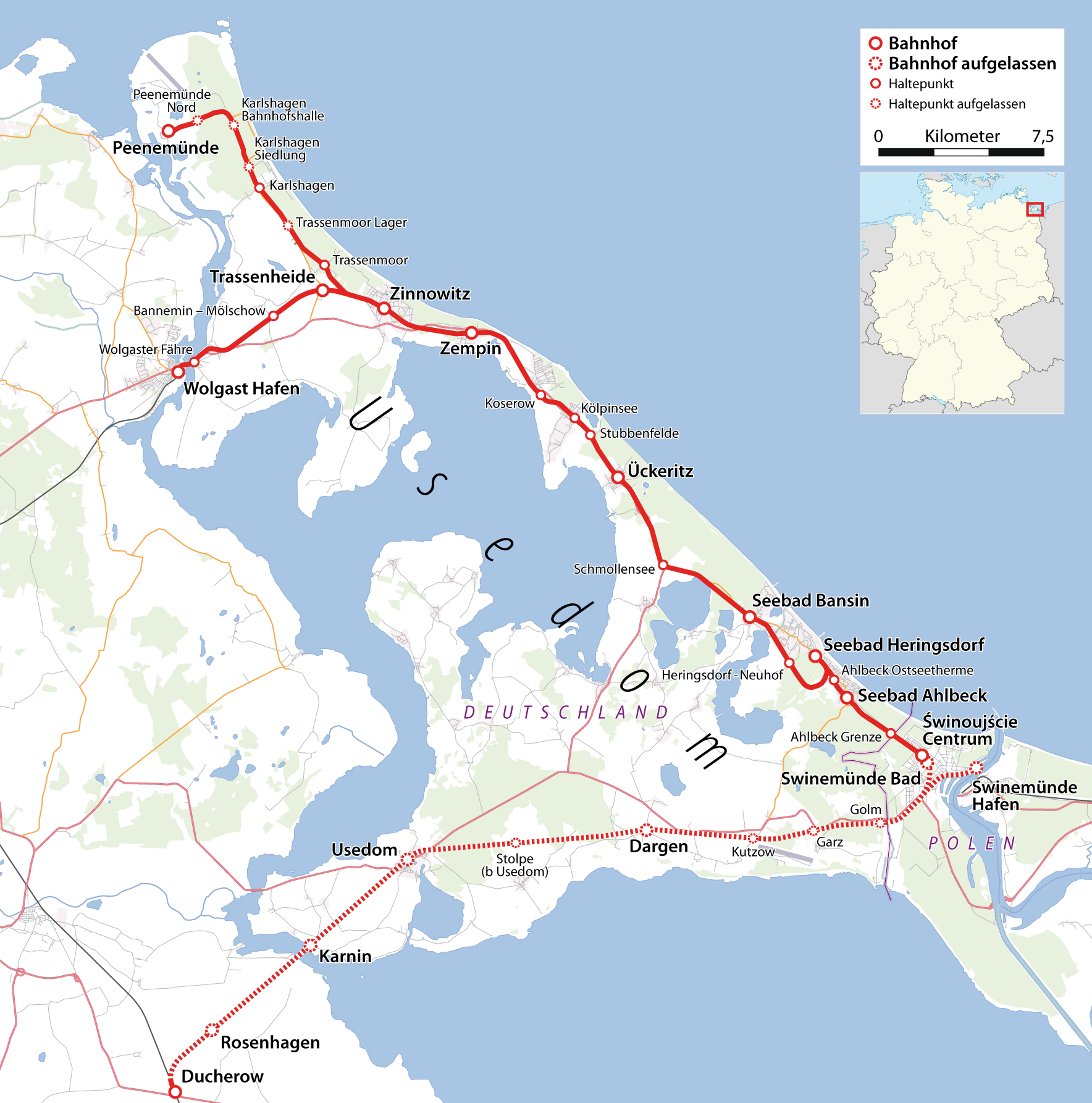
Usedom vasútvonalai

- Ducherow–Heringsdorf–Wolgaster Fähre-vasútvonal
- Zinnowitz–Peenemünde-vasútvonal